# 所罗门诺夫的归纳推理理论
所罗门诺夫的归纳推理理论（Solomonoff's theory of inductive inference）是对奥卡姆剃刀叙述的数学化描述。该理论指出：在所有能够完全描述的已观测的可计算类中，较短的可计算理论在估计下一次观测结果的概率时具有较大的权重。简而言之，在几组可以给出的答案的假设论述中，假设越少的越被大家选择。引申为“越简单的越易行”。